# 布爾恰克 (瓦西里夫卡區)
47°22′16″N 35°18′33″E / 47.37111°N 35.30917°E
布爾恰克（烏克蘭語：Бурчак）是位於烏克蘭東南部的村莊，由扎波羅熱州瓦西里夫卡區的米哈伊利夫卡市鎮負責管轄。該村始建於1814年，面積5.1平方公里，海拔高度90米，2014年人口1,603，人口密度每平方公里322.4人。